# Pascualgnathus
Pascualgnathus — вимерлий рід траверсодонтидних цинодонтів із середнього тріасу Аргентини. Скам'янілості були знайдені у формації Ріо-Секо-де-ла-Кебрада групи Пуесто-В'єхо. Типовий вид P. polanskii був названий у 1966 році.

## Опис
Pascualgnathus — невеликий траверзодонт. Має великі верхні ікла та малі щічні зуби. Щічні зуби Pascualgnathus та інших траверсодонтидів широкі, що дозволяє їм поїдати рослинний матеріал. Верхні щічні зуби прямокутні. Кожен має центральний виступ і загострення на стороні, зверненій до гирла. З боку зуба, зверненого до губ, також є два горбики, один з яких більший за інший. Нижні щічні зуби мають менш прямокутну форму і мають лише два горбики. На відміну від верхніх щічних зубів, вони більші в довжині, ніж у ширину.

## Класифікація
Коли Pascualgnathus був вперше названий у 1966 році, він вважався членом родини Diademodontidae, ближчого до африканського роду Trirachodon, ніж до південноамериканського роду Diademodon. Пізніше Diademodon був виявлений у формації Ріо-Секо-де-ла-Кебрада разом із Pascualgnathus, що свідчить про те, що предки Pascualgnathus мігрували з Африки до Південної Америки.